# Shigeomi Hasumi
Shigeomi Hasumi (藤澤 守 Hasumi Shigeomi, nasceu em 7 de dezembro de 1967 em Tóquio, Japão), foi um compositor e arranjador japonês. 
De origem mista japonesa e belga, iniciou sua carreira na década de 1990 com o grupo japonês PACIFIC 231. Em 2009, ele recebeu o Mainichi Film Award de melhor música pela trilha sonora que compôs para o filme Watashi wa Neko Stalker. Sua carreira foi interrompida por sua morte devido a um câncer de cólon em 2017.

## Biografia
Ele nasceu em Tóquio, Japão. Seu pai era o crítico de cinema Shigehiko Hasumi, sua mãe era uma mulher belga valona, Chantal Van Melkebeke. No colégio juntou-se a um grupo de músicos, e em 1995 formou um duo musical com Takemasa Miyake, uma banda chamada PACIFIC 231 (mesmo nome da obra orquestral de Arthur Honegger). Além disso, ele atuou nas áreas de música cinematográfica, música para anime e música para anúncios de TV.
Com Miyake compôs, entre outras coisas, a trilha sonora do filme Akarui Mirai (2003). Em 2009, Hasumi recebeu o Mainichi Film Award de melhor música pela trilha sonora que compôs para o filme Watashi wa Neko Stalker.
Sua carreira foi interrompida por sua morte devido a um câncer de cólon em 2017, quando ainda não havia completado 50 anos.